# Neurochlitz
Neurochlitz ist ein Ortsteil der Gemeinde Mescherin des Amtes Gartz (Oder) im Landkreis Uckermark in Brandenburg.

## Geographie
Die uckermärkische Ortschaft Neurochlitz umfasst zwei durch die Bundesstraße 2 voneinander getrennte Ortsteile und liegt unmittelbar westlich der Staatsgrenze zu Polen, etwa 3 km westlich der Westoder.

## Geschichte

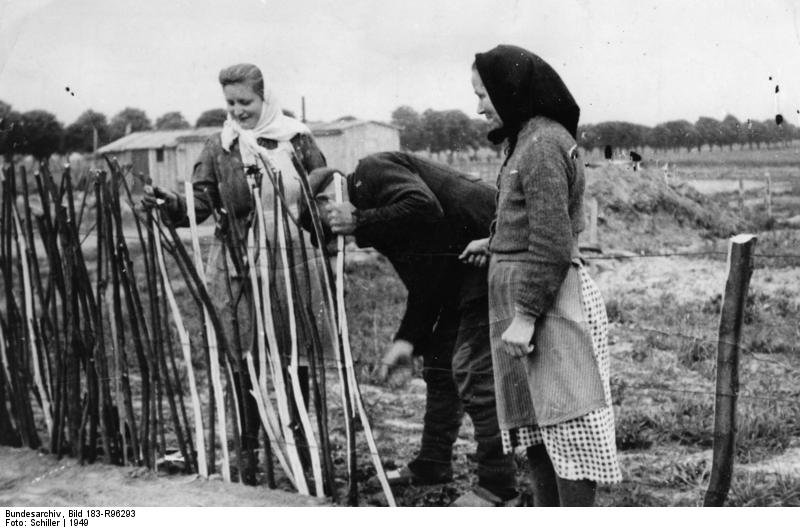
Aufbau des Dorfes Neurochlitz 1949

Vor Ende des Zweiten Weltkrieges war das Gebiet der Ortschaft zwischen Pargow (heute polnisch) und dem späteren Mescheriner Ortsteil Staffelde aufgeteilt. In Folge der Westverschiebung Polens und der damit verbundenen Grenzkorrekturen, die keine Rücksicht auf historisch gewachsene Verwaltungseinheiten nahmen, kam die Fläche nach Kriegsende zum Land Brandenburg und lag zunächst brach. Auf Initiative des Landrates des sächsischen Kreises Rochlitz Erich Knorr wurde 1948 der Neubau eines Dorfes beschlossen. Hier sollten Altbürger aus Rochlitz und Umgebung, aber auch Ausgebombte und Umsiedler aus den früheren deutschen Ostgebieten eine neue Heimat finden. Zunächst entstand ein Sägewerk für die Herstellung von Notunterkünften, bevor mit dem Bau neuer Wohngebäude begonnen wurde. Anfangs siedelten sich 40 Neubauern und zwei Handwerker in dem neuen Dorf an, welches in Anlehnung an die Herkunft der Siedler den Namen Neurochlitz erhielt. Die offizielle Ortsgründung erfolgte am 7. Oktober 1949.
Jede Familie bekam ca. 10 Hektar Land und etwas Vieh, um einen Neustart der aus verschiedenen Berufsgruppen stammenden Menschen in der Landwirtschaft zu ermöglichen. Die Bauplätze wurden dabei verlost. Die Steine für den Bau der Gebäude kamen per Schiff über die Oder bis nach Gartz und wurden dann, mit Unterstützung von Rochlitzer „Solidaritätskolonnen“ nach Neurochlitz transportiert. Insgesamt entstanden 41 Häuser. 1950 wurde die Schule eröffnet, später folgten Dorfkonsum, Kulturhaus, Kindergarten und Poststelle.
Am 31. Dezember 2002 wurde Neurochlitz zusammen mit den Nachbarorten Radekow und Rosow nach Mescherin eingemeindet.

## Bauwerke

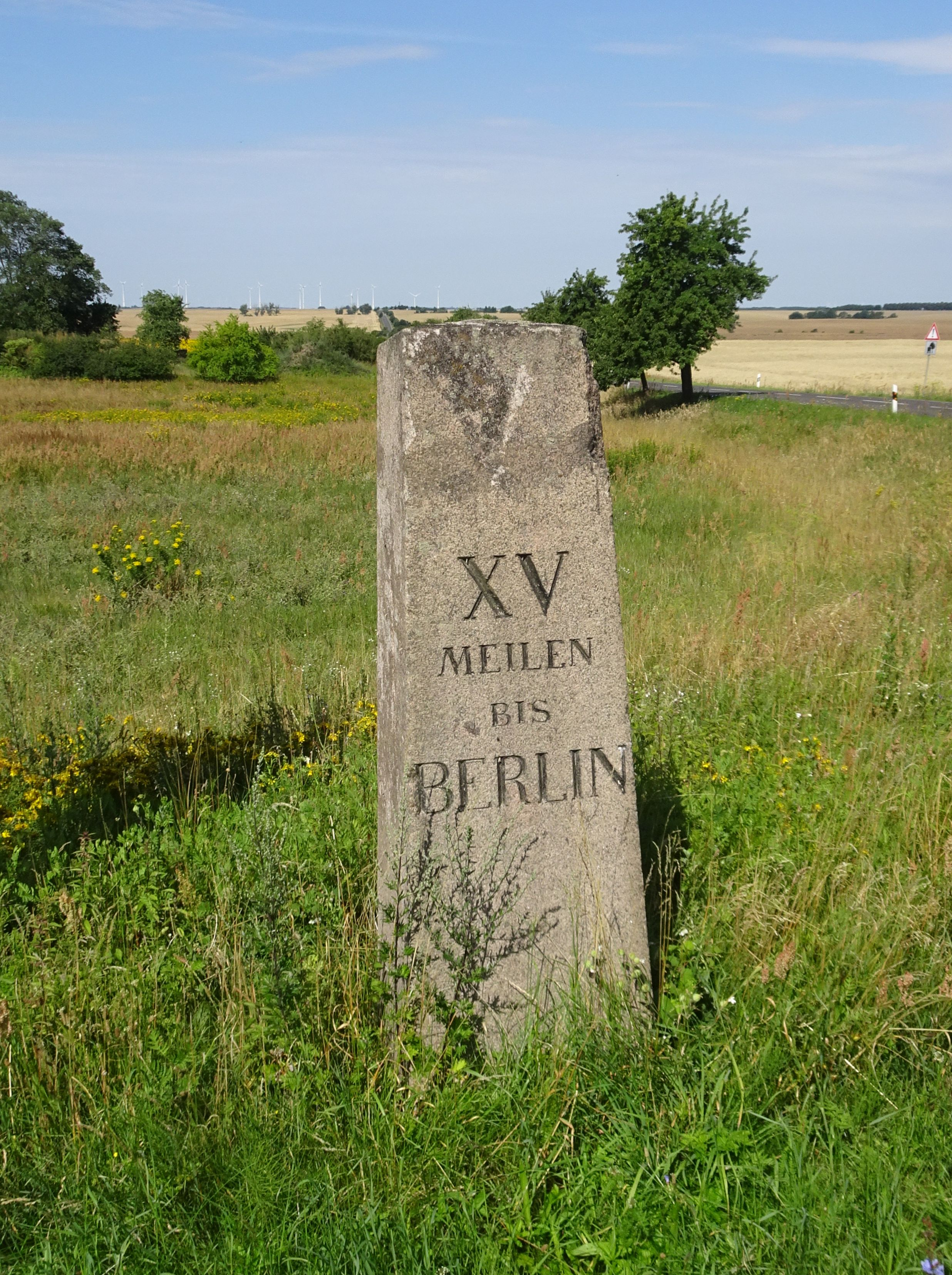
Meilenstein an der Kreuzung der Bundesstraßen 2 und 113.

Westlich der Bundesstraße 2 findet sich eine kleine Holzkirche, erbaut 1951. Auf dem Gebiet des Ortes stehen ein historischer Meilenstein (km 420,8) und zwei Viertelmeilensäulen, welche als Baudenkmale in der Landesdenkmalliste Brandenburgs verzeichnet sind (km 420 und km 422,3).